# L'anello di fuoco
L'anello di fuoco è un volume di fumetti dedicato alle avventure di Buffy Summers, la Cacciatrice di vampiri protagonista dell'omonimo telefilm.
Si tratta di un intero arco narrativo "one-shot", cioè non pubblicato a puntate in fumetti mensili, estraneo alla serie regolare. Scritto da Doug Petrie, uno dei componenti della Mutant Enemy e collaboratore di Joss Whedon alle sceneggiature del telefilm, è ambientato durante la seconda stagione, all'indomani dell'episodio Passioni (2x17).

## Trama

### Parte 1: L'ascesa
Angel ha perso l'anima, è ritornato ad essere Angelus ed ha ucciso Jenny Calendar, la donna amata da Giles. Assale un mercantile giapponese che trasporta segretamente l'armatura del demone Kelgor e progetta assieme a Drusilla e ad un riluttante Spike di riesumarlo, rimetterlo nella sua armatura e sfruttarne l'enorme potere distruttivo che ne scaturirebbe. Bisogna trovare però il corpo del demone, sepolto a Sunnydale un secolo prima dai membri del Consiglio degli Osservatori. Angelus affronta così Giles, ancora distrutto dal dolore per la perdita della sua amata e pieno di rabbia nei confronti del vampiro.

### Parte 2: I sette samurai
Mentre Buffy e Giles affrontano Angelus e Drusilla al cimitero, il resto della Scooby Gang non riesce ad impedire a Spike di attivare l'anello di fuoco che riporta in vita lo spirito di Kelgor. Buffy riesce a bruciarne il corpo ma viene poi arrestata da una misteriosa organizzazione governativa che sa che lei è la Cacciatrice. Angelus segue le istruzioni di Kelgor e saccheggia le tombe di sette samurai da cui il demone assimilerà i poteri che gli permetteranno di indossare nuovamente l'armatura. Buffy viene liberata da Kendra Young, che spiega a tutti il piano di Kelgor e come fermarlo. Serve un incantesimo di resurrezione e serve Willow per realizzarlo. Ma anche Giles è interessato a quell'incantesimo: vuole riportare in vita la sua amata Jenny.
- Nota: Kendra è al corrente dell'interesse di Willow per la stregoneria, ma questo non è conforme al canone. Sappiamo dal telefilm che l'interesse di Willow nasce nell'episodio Per sempre (2x19) e che il primo esperimento di stregoneria avviene nell'episodio L'inizio della storia (2à parte)(2x22).

### Parte 3: Kelgor libero
Il primo gesto di Kelgor è evocare un demone uccello sputafuoco. Buffy e gli altri sono costretti a fuggire ma trovano le istruzioni su come affrontare la nuova minaccia catturando uno degli agenti della misteriosa organizzazione che si rivela essere anch'esso un demone interessato all'incantesimo di resurrezione. Alla festa cittadina di Sunnydale, Kelgor e Drusilla sono pronti a fare una strage ma vengono attaccati da Angelus e Spike (traditi da Drusilla) a cui si affiancano anche Buffy e Kendra. Buffy riesce a strappare a Kelgor le sue armi che vengono prima incantate da Willow e Giles e poi rivolte contro lo stesso demone sconfiggendolo. 